# Diecezja Kasana–Luweero

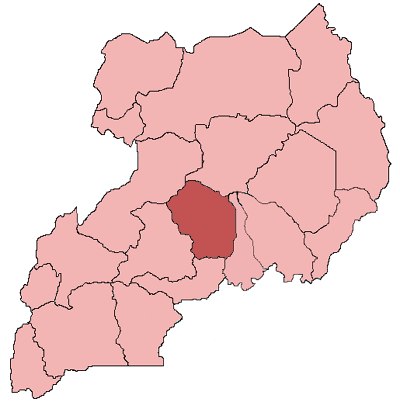
mapa diecezji

Diecezja Kasana–Luweero – diecezja rzymskokatolicka w Ugandzie. Powstała w 1996 .

## Biskupi diecezjalni
- Bp Cyprian Kizito Lwanga (1996 – 2006)
- Bp Paul Ssemogerere (2008 – 2021)
- Bp Lawrence Mukasa (od 2023)